# Molophilus (Molophilus) bardus
Molophilus (Molophilus) bardus is een tweevleugelige uit de familie steltmuggen (Limoniidae). De soort komt voor in het Palearctisch gebied.